# Frigidaire - Il film
Frigidaire - Il film è un film italiano del 1998, diretto da Giorgio Fabris.